# Hooker (série télévisée)
Pour les articles homonymes, voir Hooker.
Hooker (T.J. Hooker) est une série télévisée américaine de 90 épisodes de 45 minutes et un épisode spécial de 70 minutes, créée par Rick Husky, produite par Aaron Spelling et Leonard Goldberg et diffusée entre le 13 mars 1982 et le 4 mai 1985 sur le réseau ABC et entre le 25 septembre 1985 et le 28 mai 1986 sur CBS.
En France, la série a été diffusée à partir du 9 novembre 1990 sur TF1 jusqu'en 1999 et rediffusée à plusieurs reprises en 2003 sur France 3 jusqu'en 2010. En 2011, Paris Première a rediffusé la série dans une version recadrée en 16/9, remastérisée en 2010 pour la chaîne américaine Universal HD. Au Québec, elle sera diffusée en automne 2022 sur Prise2.

## Synopsis
Le sergent T.J. Hooker arpente les rues de Lake City pour stopper les criminels et autres proxénètes ou dealers de drogue. Toujours accompagné du fidèle officier Romano, il est chargé de la formation des futurs membres de la police, dont la fille du capitaine, Stacy Sheridan.

## Distribution
Source VF : Doublage Séries Database
- William Shatner (VF : Richard Darbois) : Détective sergent Thomas Jefferson « T.J. » Hooker
- Richard Herd (VF : Pierre Baton) : Capitaine Dennis Sheridan (saisons 1 à 4)
- Lee Bryant (en) (VF : Martine Meiraghe) : Fran (Frances) Hooker (saisons 1 à 2)
- Heather Locklear (VF : Françoise Cadol / Dominique Westberg) : Officier Stacy Sheridan (saisons 2 à 5)
- Adrian Zmed (VF : Chris Bénard / Bertrand Liebert) : Officier Vincent « Vince » Romano (saisons 1 à 4)
- April Clough (it) : Officier Vicki Taylor (saison 1)
- James Darren (VF : Bernard Lanneau) : Officier Jim (James) Corrigan (saisons 3-5)

### Acteurs célèbres invités
- Robert Davi : Joseph Picartus / Tom Warfield (saison 2, épisode 1 / saison 3, épisode 15)
- Melody Anderson : Kate Nichols (saison 2, épisode 6)
- Jerry Lee Lewis : Lui-même (saison 2, épisode 8)
- Philip Baker Hall : Judge Wallace (saison 2, épisode 9)
- Theresa Saldana : Maria Santini (saison 2, épisode 13)
- Leonard Nimoy : Lt. Paul McGuire (saison 2, épisode 16)
- Jim Brown : Frank Barnett (saison 2, épisode 18)
- David Caruso : Russ Jennings (saison 2, épisode 19)
- James Hong : Dr. Lou Hong / Mr. Hong (saison 2, épisode 19 / saison 3, épisode 8)
- Jonathan Banks : Freddy Baker (saison 2, épisode 20)
- George Cheung : Po (saison 3, épisode 3)
- William Forsythe : Agresseur blessé (saison 3, épisode 7)
- Ray Wise : Harrison Mackenzie (saison 3, épisode 17)
- Dennis Franz : Andros Margolis (saison 4, épisode 4)
- Tori Spelling : Toni Polnoi (saison 4, épisode 10)
- Miguel Ferrer : Sonny Unger (saison 4, épisode 16)
- Sharon Stone : Dani Starr (saison 4, épisode 17)
- Vanessa Williams : Pat Williamson (saison 5, épisode 14)

## Épisodes

### Première saison (1982)
1. Les Protecteurs (The Protectors) - 70 minutes
2. Hooker en prend pour son grade (The Streets)
3. La Rue de tous les dangers (God bless the Child)
4. Hooker s'en va-t-en guerre (Hooker's War)
5. Danger de mort (The Witness)

### Deuxième saison (1982-1983)
1. Le Récidiviste (Second Chance)
2. Le Roi de la colline (King of the Hill)
3. Polémique (The empty Gun)
4. Un témoin aveugle (Blind Justice)
5. Radio ondes courtes (Big Foot)
6. Panique à l'école de police (Terror at the Academy)
7. Le Syndrome de survie (The Survival Syndrome)
8. Le Prix de l'ambition (Deadly Ambition)
9. L'Enfant du silence (A Cry for Help)
10. La Guerre des routiers (Thieves' Highway)
11. La Filière (The Connection)
12. Une pente dangereuse (The Fast Lane)
13. Un amour s'éteint (Too Late for Love)
14. Une leçon de tennis (The Decoy)
15. Le Pigeon voyageur (The Mumbler)
16. La Vengeance d’un père (Vengeance is Mine)
17. Chère Irène (Sweet Sixteen and Dead)
18. L'Enfer du jeu (Raw Deal)
19. Tel père, telle fille (Requiem for a Cop)
20. Une affaire de famille (The Hostages)
21. L'Irascible instructeur, Corrigan (Payday Pirates)
22. La Dame en bleu (Lady in Blue)

### Troisième saison (1983-1984)
1. L'Obsession (The Return)
2. Des femmes disparaissent (Carnal Express)
3. Le Sosie de May-Ling (Chinatown)
4. Le Grand Chef (The Cheerleader Murder)
5. Corruption à la Une (The Shadow of Truth)
6. Un flic à la dérive (Walk a Straight Line)
7. Un enfant a disparu (A Child is Missing)
8. Un flic au-dessus de tout soupçon (The Trial)
9. Passion déchirée (Matter of Passion)
10. Meurtres en uniforme (Blue Murder)
11. La Guerre froide (Undercover Affair)
12. Le Père Noël est un flic (Slay Ride)
13. L'Assassin au double visage (The Lipstick Killer)
14. Boule de neige (The Snow Game)
15. Danser n’est pas jouer (Exercise in Murder)
16. L'Ami de Hooker (Hooker's Run)
17. L'Objet brûlant (Hot Property)
18. La mort était au bout du fil (Death on the Line)
19. Strip-tease meurtrier (Death Strip)
20. Terreur de l'au-delà (Psychic Terror)
21. La Guerre des gangs (Gang War)
22. Deux flics ont disparu (Deadlock)

### Quatrième saison (1984-1985)
1. La vie est belle, Stacy (Night Vigil)
2. La Fille aux deux visages (The Two Faces of Betsy Morgan)
3. Poursuites dangereuses (Pursuit)
4. Corruption (Hardcore Connection)
5. Anatomie d'un meurtre (Anatomy of a Killing)
6. Descendez Hooker ! (Target-Hooker)
7. La Reconversion de Stacy (Model for Murder)
8. Croix de bois, croix de fer (A Kind of Rage)
9. L'argent risqué (The Confession)
10. La Filière gitane (Grand Theft Auto)
11. L'Appât (Street Bait)
12. Le Substitut (The Surrogate)
13. La Chèvre (Trackdown)
14. Les Barons de Chinatown (Outcall)
15. Donnant-donnant (The Bribe)
16. Coup de foudre (Love Story)
17. Bienvenue à Hollywood (Hollywood Star)
18. Prise d'otage (Sanctuary)
19. Profession : père de famille (Homecoming)
20. Meurtres en série (Serial Murders)
21. L'Heure du condamné (Lag Time)
22. L'arme volée (The Throwaway)
23. Coup de filet à Chicago (The Chicago Connection)

### Cinquième saison (1985-1986)
1. Le Rapt (The Ransom)
2. Retour d'un vieux dinosaure (Return of a Cop)
3. Mort d'un flic (To Kill a Cop)
4. Mort en coulisses (Death is a Four Letter Word)
5. Tueur à gages (The Assassin)
6. Arnaques (Rip-off)
7. Le Gang des faux-monnayeurs (Funny Money)
8. L'assassin préfère les brunes (Night Ripper)
9. Obsession (The Obsession)
10. Trois petits tours et puis revient (Taps for Officer Remy)
11. Cauchemar (Nightmare)
12. Les Fanatiques (Shoot Out)
13. La Vengeance (Murder by Law)
14. Coéquipiers pour le meilleur et pour le pire (Partners in Death)
15. Le Piège (Death Trip)
16. Fréquence risque 1re partie (Blood Sport: Part I)
17. Fréquence risque 2e partie (Blood Sport: Part II)
18. Nuits meurtrières (Into the Night)
19. L'Arme fatale (Deadly Force)

## Véhicules utilisés dans la série
- Dodge Monaco 1977 (durant les deux premières saisons).
- Dodge St. Régis 1979 (durant les trois dernières saisons).

## Commentaires
- À noter que « Hooker » signifie « prostituée » en argot vulgaire américain.
- Heather Locklear joue simultanément dans deux séries différentes d'une même chaîne, à savoir ABC[3]. Alors qu'elle tient le seul rôle féminin dans Hooker, elle est l'une des protagonistes de Dynastie. Les deux séries sont par ailleurs produites par Aaron Spelling.
- Sharon Stone s'est vu accorder la faveur d'un épisode entier intitulé Hollywood Star. Elle y joue un flic qui prête main-forte à Hooker.
- L'épisode Meurtres en uniformes est inspiré du film Magnum Force (1973).
- Lors de la deuxième saison, Leonard Nimoy retrouvait William Shatner au cours de l’épisode La Vengeance d’un père. Les deux acteurs étaient les vedettes de Star Trek, l’un dans le rôle de Monsieur Spock et l’autre du Capitaine Kirk[1].
- James Darren jouera plus tard, de 1998 à 1999, Vic Fontaine dans Star Trek : Deep Space Nine.

## DVD
Saison 1 & 2 : Coffret Intégrale en 6 DVD, 1 Épisode Spécial (pilot de 70min) + Les 26 Épisodes + BONUS : Les 2 premiers épisodes de la saison 3"